# Isaac de Alais
Isaäc de Alais – dyplomata brytyjski. Jego rodzicami byli hugenoci. W latach 1709–1714 był wysłannikiem brytyjskiego rządu do Hanoweru, wysyłano go też do Berlina, by sprawdził kondycję kalwinistów w Polsce, na Węgrzech i na Śląsku.